# Dahlia (vlinder)
Dahlia is een geslacht van vlinders uit de familie van de spinneruilen (Erebidae).

## Soorten
Deze lijst is mogelijk niet compleet.
- D. capnobela (Turner, 1902)
- D. flava (Hampson, 1926)
- D. flavicostalis (Rothschild, 1916)
- D. hesperioides (Pagenstecher, 1900)
- D. melanica (Bethune-Baker, 1908)
- D. ochracea (Bethune-Baker, 1906)
- D. ochreana (Bethune-Baker, 1908)